# Menodora scabra
Espèce
Menodora scabra est une espèce de plantes à fleurs de la famille des Oleaceae originaire d'Amérique du Nord.

## Description morphologique

### Appareil végétatif
Cette plante d'une trentaine de centimètres de hauteur est formée de nombreuses tiges dressées, portant des feuilles elles-mêmes dressées, lancéolées, de 1,3 à 3,8 cm de longueur.

### Appareil reproducteur
La floraison a lieu entre mars et septembre.
L'inflorescence est une grappe lâche de fleurs jaune pâle. Chaque fleur mesure 1,3 à 2 cm de diamètre. La corolle à 5 pétales débute par un tube court et étroit formé par la base soudée des pétales, et s'achève par 5 lobes libres. Il y a deux étamines.
Le fruit est une capsule formée de deux loges translucides accolées, chacune faisant environ 6 mm de largeur.

## Répartition et habitat
Cette plante vit dans le sud-ouest des États-Unis et au nord du Mexique. Sa limite nord va de la Californie et l'Utah jusqu'au Texas.
Elle pousse sur les pentes arides ou sur les replats désertiques couverts de buissons.